# Stein Thunberg
Stein Borgar Thunberg (Notodden, 12 maggio 1954) è un ex calciatore norvegese, di ruolo centrocampista.

## Carriera

### Club
Thunberg vestì la maglia dello Skeid dal 1973 al 1975, conquistando il successo finale nella Coppa di Norvegia 1974. Nel 1976, si trasferì allo Start, dove si aggiudicò due campionati: 1978 e 1980. Giocò 274 incontri in squadra.

### Nazionale
Conta 28 presenze e 4 reti per la Norvegia. Esordì il 6 giugno 1974, nella sconfitta per 1-2 contro la Scozia. Il 15 maggio successivo, arrivò la prima rete: fu infatti autore di un gol nel successo per 3-5 contro la Finlandia.

## Palmarès

### Club

#### Competizioni nazionali
- Coppa di Norvegia: 1

Skeid: 1974
- Campionato norvegese: 2

Start: 1978, 1980